# Ture Sparre (1654–1683)
Ture Sparre, född den 11 december 1654, död den 23 maj 1683 i Stockholm, var en svensk friherre och militär. 
Sparre var son till Carl Sparre  och Maria Bååt samt sonson till Lars Sparre. Han gifte sig 1682 med grevinnan Hedvig Lovisa Horn, som var dotter till fältmarskalken greve Gustaf Horn och gifte om sig med friherre Bernhard von Liewen.. Sparre var i holländsk tjänst 1673–1681, kämpade för prinsen av Oranien, sedermera kung Vilhelm III av England och utsågs 1679 till överste. Under tiden i holländsk tjänst blev han svårt sårad. 
Han är begraven i Jakobs kyrka i Stockholm.